# Randall Azofeifa
Randall Azofeifa Corrales (Tibás, San José, Costa Rica, 30 de diciembre de 1984) es un exfutbolista costarricense que jugó que como mediocentro defensivo y entrenador de fútbol. Actualmente se encuentra sin equipo.

## Trayectoria como jugador

### Deportivo Saprissa
Jugó en las categorías inferiores del Deportivo Saprissa. Después de tener buenas actuaciones en cuatro partidos con la selección costarricense Sub-17, en la que anotó dos goles en la Copa Mundial de 2001, significó que visores del Barcelona "B" contactaran al entorno del jugador. Sin embargo, su llegada al cuadro español no se concretó ya que una norma de FIFA impidió que futbolistas menores de dieciocho años viajaran a países a menos que se comprobara que la familia tenía que trasladarse allí.
Hizo su debut en la Primera División con el equipo saprissista el 5 de febrero de 2002, en un partido que enfrentó a Limonense en el Estadio Juan Gobán. De la mano del entrenador argentino Patricio Hernández, Azofeifa entró de cambio al minuto 63' por Walter Centeno y el marcador terminó igualado a dos tantos. Disputó su primer encuentro internacional a nivel de clubes el 20 de marzo, por la vuelta de los octavos de final de la Copa de Campeones contra el Monarcas Morelia de México (1-1), después de haber sustituido a Christian Bolaños al minuto 74'.
El 21 de diciembre de 2003, sumó el primer título en su palmarés al conquistar la Copa Interclubes de la UNCAF, tras vencer en la final con marcador de 2-3 al Comunicaciones de Guatemala en Los Angeles Memorial Coliseum. Posteriormente, el 20 de mayo de 2004 se coronó campeón de Primera División luego de haber superado al Herediano en la final nacional.
El 11 de mayo de 2005, se proclama campeón de la Copa de Campeones de la Concacaf y se asegura un lugar para el Mundial de Clubes de ese año.
Tras quedarse con el tercer puesto de la Copa Interclubes UNCAF 2005, los morados llegaron a Japón para representar a Concacaf y a Costa Rica por primera vez en el Mundial de Clubes de la FIFA. El juego inaugural se efectuó el 12 de diciembre ante el Sydney de Australia en el Estadio Toyota. Azofeifa apareció en el once inicial con el número «19» en su camiseta, al minuto 47' asistió con un pase largo a Christian Bolaños, para que este marcara el único gol de la victoria histórica de 0-1 y el pase a la siguiente ronda. Posteriormente fue titular indiscutible en la semifinal contra el Liverpool de Inglaterra (derrota 3-0) y quedó en el banquillo en la definición por el tercer lugar frente al Al-Ittihad de Arabia Saudita. Su equipo triunfó con cifras de 2-3 para adjudicarse con la medalla. En el torneo nacional 2005-06, el volante sumó otro título tras ganar los certámenes de Apertura y Clausura.
Una vez finalizada su participación con su país en la Copa Mundial de 2006, Azofeifa se ausentó de la pretemporada con Saprissa para negociar un posible contrato con un equipo en Bélgica, partiendo a ese país sin autorización. Ante esto, el 29 de junio, el gerente general Jorge Alarcón, reconoció que el volante fue separado del club morado.

### Fusión Tibás
Azofeifa estuvo jugando una temporada a préstamo con Fusión Tibás de la Segunda División y a su vez entrenaba con Saprissa en la máxima categoría. Accedió a la ronda eliminatoria del Torneo de Apertura 2004, perdiendo por 1-0 la ida de los cuartos de final frente a Limonense, el 27 de noviembre. Para la vuelta del 5 de diciembre en el Estadio Ricardo Saprissa, Azofeifa marcó un doblete a los minutos 19' —de tiro libre— y 67' para ayudar a su club a avanzar a la siguiente fase. Posteriormente superó a Grecia en semifinales y se proclamó campeón tras vencer la serie final ante San Carlos el 29 de diciembre.
En el Torneo de Clausura 2005, su equipo llegó a la instancia de semifinales y fue eliminado por San Carlos en los penales, donde Randall cobró uno de los lanzamientos. El 28 de mayo, pierde la final nacional por el ascenso ante Santacruceña con cifras globales de 2-4. Azofeifa marcó uno de los goles en el duelo de vuelta. Terminó la temporada con dieciséis goles convertidos.

### K. A. A. Gent

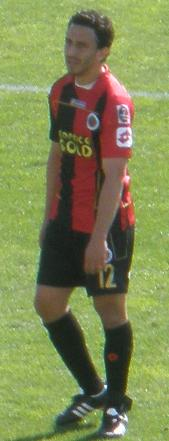
Azofeifa en 2011.

El 12 de julio de 2006, Azofeifa acordó unirse al Gent de Bélgica con un contrato de cuatro temporadas, por una tarifa informada de seiscientos mil euros.
Disputó su primer partido oficial el 15 de julio de 2006, por la ida de la tercera fase de la Copa Intertoto de la UEFA contra el Grasshopper de Suiza, compromiso en el que Randall alineó como titular y salió de cambio al minuto 68' por Kenny Thompson. El resultado acabó en derrota por 2-1. Se estrenó en liga el 5 de agosto jugando los últimos veintidós minutos de la derrota 1-3 contra el Excelsior Mouscron. Marcó su primer gol el 18 de noviembre sobre el Anderlecht que definió el triunfo por 2-1.
El 15 de mayo de 2010, conquista el título de la Copa de Bélgica al vencer por 3-0 en la final a Cercle Brugge.

### Gençlerbirliği S. K.
El 7 de enero de 2011, Azofeifa logró llegar a un acuerdo con el club Gençlerbirliği de Turquía, para vincularse por dos años y medio. Debutó oficialmente el 16 de enero como titular en la victoria por 2-0 sobre el Yeni Malatyaspor por la Copa. Su inicio en la Superliga se dio el 22 de enero, donde fue expulsado casi al cierre del cotejo frente al Eskişehirspor.
Alcanzó un total de setenta participaciones en torneo nacional y anotó en siete oportunidades. En mayo de 2013 valoró la opción de salir del club, ya que su contrato estaba por terminarse a final de temporada.

### Kayseri Erciyesspor
El 19 de mayo de 2013, el centrocampista llegó como libre y firmó por dos años en el Kayseri Erciyesspor. Enfrentó su primer partido de la Superliga de Turquía el 16 de agosto, siendo titular en la totalidad de los minutos del empate sin goles contra el Antalyaspor. En la temporada alcanzó diecinueve participaciones oficiales tanto en liga como en copa y solo convirtió un gol.

### C. S. Uruguay de Coronado
Azofeifa regresó a su país y se mantuvo entrenando en el Deportivo Saprissa, afirmando que este club es su primera opción para vincularse. Pese a haber logrado el finiquito con el equipo turco y la libertad de sumarse a Saprissa, la posibilidad de llegar al conjunto morado se descartó por decisión de los directivos quienes abandonaron las negociaciones. Luego se presentó el interés del Cartaginés, pero el presupuesto ya estaba cerrado. El 25 de septiembre de 2014, se acabó la incertidumbre sobre su futuro al ser presentado como nuevo refuerzo del Uruguay de Coronado, firmando solo para disputar el Campeonato de Invierno. Hizo su debut con los aurinegros el 5 de octubre en el Estadio El Labrador, donde fue titular todo el compromiso en la derrota 0-1 ante el Cartaginés. El 15 de noviembre colaboró con un gol de tiro libre y una asistencia para la ventaja transitoria de su club por 0-2 sobre el Herediano, resultado que no fue aprovechado ya que se daría la derrota por 6-2. Concluyó el torneo con diez apariciones.

### C. S. Herediano
El 2 de febrero de 2015, se oficializa el fichaje de Azofeifa en el Herediano. Debutó el 15 de febrero jugando los últimos cuatro minutos de la victoria 1-0 sobre el Deportivo Saprissa. Marcó su primer gol el 13 de mayo por la semifinal de vuelta contra el Santos de Guápiles (1-1).
En su etapa como florense, se hizo con los cetros de los torneos de Verano 2015 y Verano 2016, ganando en ambas finales a Alajuelense. El 21 de mayo de 2017, se proclama campeón del Verano tras derrotar en los dos juegos de la final al Deportivo Saprissa. El 1 de noviembre de 2018, Azofeifa conquistó el título de Liga Concacaf venciendo en el resultado global al Motagua de Honduras. El 23 de diciembre ganó el Torneo de Apertura en una nueva final sobre el conjunto saprissista. El 21 de diciembre de 2019, su club ganó el Torneo de Apertura en penales sobre Alajuelense. El 8 de agosto de 2020 ganó la Supercopa de Costa Rica.
El 7 de junio de 2021, se anuncia su salida oficial del equipo tras seis años, dándose por mutuo acuerdo con la dirigencia rojiamarilla.

### Sporting F. C.
El 14 de junio de 2021, Azofeifa fue fichado y presentado por Sporting que lo firmó por dos años. El 6 de julio de 2023, se retiró del balompié a la edad de 38 años.

## Selección nacional

### Categorías inferiores
Azofeifa disputó en 2001 la primera competición oficial correspondiente a la Copa Mundial celebrada en Trinidad y Tobago. Jugó su primer partido ante Irán en el Estadio Larry Gomes, y anotó el segundo gol de la victoria por 0-2. También convirtió otro tanto sobre Paraguay (triunfo 0-3) y cerró la fase de grupos contra Malí (derrota 0-2). Su país fue eliminado en cuartos de final por Burkina Faso el 24 de septiembre, con marcador de 0-2.
El 13 de agosto de 2002, Azofeifa fue elegido por Juan Diego Quesada de la Selección Sub-20 de Costa Rica para hacer frente a la eliminatoria centroamericana al Torneo de Concacaf. El 6 de septiembre apareció como titular contra Guatemala (derrota 1-0). Entró de cambio al minuto 59' por Mario Camacho ante Honduras (pérdida 0-2) y posteriormente su escuadra ganó sobre Nicaragua (6-0), donde Randall fue anotador de dos goles a los minutos 50' (de penal) y al 68'. Su selección cerró la participación mediante el triunfo 0-1 contra El Salvador. Los resultados obtenidos dejaron a su grupo sin posibilidades de optar por una plaza a la competencia continental, despidiéndose de la opción de ir al Mundial de forma prematura.
El 13 de septiembre de 2003, Randall jugó la eliminatoria previa al Preolímpico de Concacaf, en la victoria por 15-0 sobre Belice y donde colaboró con un gol al minuto 84'.

#### Participaciones en inferiores
| Evento                      | Sede              | Resultado        | Posición | Partidos | Goles |
| --------------------------- | ----------------- | ---------------- | -------- | -------- | ----- |
| Copa Mundial Sub-17 de 2001 | Trinidad y Tobago | Cuartos de final | 7/16     | 4        | 2     |

### Selección absoluta
El 29 de septiembre de 2005, Randall fue llamado por primera vez a la Selección de Costa Rica. Su debut con la escuadra se produjo el 12 de octubre de 2005, por la última jornada de la hexagonal final de la eliminatoria mundialista, contra el combinado de Guatemala en el Estadio Mateo Flores. Azofeifa ingresó de cambio al comienzo del segundo tiempo por Luis Marín y el resultado acabó en derrota por 3-1.
Para el Mundial de 2006 llevado a cabo en territorio alemán, Randall fue uno de los seleccionados por Alexandre Guimarães para representar a Costa Rica en dicho torneo. El 9 de junio solamente participó un minuto —luego de haber ingresado de cambio por Rónald Gómez— en la fecha inaugural frente al anfitrión Alemania (derrota 4-2), en el Estadio de Múnich. Fue suplente en el segundo juego contra Ecuador (pérdida 3-0) así como el 20 de junio ante Polonia (derrota 1-2). Su nación se marchó del torneo sin sumar puntos.
Con miras a la edición 2007 de la Copa de Oro de la Concacaf, su selección había cambiado de entrenador al nombrar a Hernán Medford. Azofeifa disputó los tres partidos de la fase de grupos ante Canadá (derrota 1-2), Haití (1-1) y Guadalupe (victoria 0-1). El 17 de junio completó la totalidad de los minutos en la derrota en tiempo suplementario frente a México (0-1), por la serie de cuartos de final.
El 21 de junio de 2008, Azofeifa marcó su primer gol internacional sobre Granada, en el inicio de la eliminatoria mundialista de Concacaf. Tras concluida la hexagonal, la selección costarricense finalizó en cuarto lugar obligado a jugar la eliminatoria intercontinental de repesca. En la serie de visita recíproca ante Uruguay, Azofeifa salió expulsado en el duelo de ida por acumulación de amarillas, y no pudo jugar la vuelta del 18 de noviembre de 2009 donde su equipo se quedó sin la oportunidad mundialista.
Empezó la eliminatoria mundialista de Concacaf el 8 de junio de 2012, con el empate de local 2-2 contra El Salvador. Esta fue su única participación en la competencia, ya que posteriormente no entraría en los planes del estratega Jorge Luis Pinto.
El 5 de noviembre de 2015, Randall fue llamado nuevamente a la selección dirigida por Óscar Ramírez, para afrontar los dos primeros encuentros de la cuadrangular eliminatoria, en los cuales participó en las victorias sobre ante Haití (1-0) y Panamá (1-2).
El 2 de mayo de 2016, el director técnico Ramírez anunció la lista preliminar de 40 futbolistas que podrían ser considerados para jugar la Copa América Centenario donde se incluyó a Randall. El 16 de mayo terminó siendo ratificado en la nómina que viajó a Estados Unidos, país organizador del evento. El 4 de junio se llevó a cabo el primer juego del torneo contra Paraguay en el Estadio Citrus Bowl de Orlando. Azofeifa entró de cambio al minuto 59' en el empate sin goles. Tres días después, fue nuevamente variante en la derrota por 4-0 ante Estados Unidos. El 11 de junio participó del último juego del grupo que finalizó en victoria por 2-3 sobre Colombia en el Estadio NRG de Houston. Con los resultados presentados, la escuadra costarricense se ubicó en el tercer puesto con cuatro puntos y por lo tanto eliminada de la competencia.
El 2 de enero de 2017, el centrocampista se hizo con un lugar en la lista de jugadores de Ramírez que participaron en la Copa Centroamericana. Azofeifa fue titular en cuatro de los cinco compromisos de su selección.
El jugador fue incluido, el 16 de junio de 2017, en la nómina para la realización de la Copa de Oro de la Concacaf que tuvo lugar en Estados Unidos. El 7 de julio se disputó el primer encuentro del certamen en el Red Bull Arena de Nueva Jersey, lugar donde se efectuó el clásico centroamericano contra Honduras. Azofeifa se quedó en el banquillo en la victoria ajustada de 0-1, así como de la igualdad a un tanto ante Canadá en el BBVA Compass Stadium. El 14 de julio debutó en el último compromiso por el grupo frente a Guayana Francesa en el Estadio Toyota de Frisco, Texas. El conjunto de Costa Rica se impuso 3-0 para asegurar un lugar a la siguiente ronda como líder de la tabla con siete puntos. Su selección abrió la jornada de los cuartos de final el 19 de julio en el Lincoln Financial Field de Philadelphia, Pennsylvania, contra Panamá. Un testarazo del rival Aníbal Godoy mediante un centro de David Guzmán, al minuto 76', provocó la anotación en propia puerta de los panameños, lo que favoreció a su combinado en la clasificación a la otra instancia por el marcador de 1-0. La participación de su escuadra concluyó el 22 de julio en el AT&T Stadium, con la única pérdida en semifinales de 0-2 ante Estados Unidos.
El 7 de octubre de 2017, estuvo en la suplencia en el compromiso donde su selección selló la clasificación al Mundial de Rusia tras el empate 1-1 contra Honduras en el último minuto.
El 14 de mayo de 2018, entró en la lista oficial de veintitrés futbolistas para disputar la Copa Mundial. El 17 de junio fue suplente en el juego inaugural contra Serbia en el Cosmos Arena de Samara (derrota 0-1). El 22 de junio repitió su rol de alternativa de cambio en el duelo frente a Brasil, cotejo que finalizó con una nueva pérdida siendo con cifras de 2-0. Su país se quedaría sin posibilidades de avanzar a la siguiente ronda de manera prematura. El 27 de junio, ya en el partido de trámite enfrentando a Suiza en el Estadio de Nizhni Nóvgorod, Azofeifa hizo su debut al entrar de cambio en tiempo de reposición por David Guzmán y el marcador reflejó la igualdad a dos anotaciones para despedirse del certamen.

#### Participaciones internacionales
| Evento                          | Sede           | Resultado        | Sede  | Posición | Partidos | Goles |
| ------------------------------- | -------------- | ---------------- | ----- | -------- | -------- | ----- |
| Copa Mundial de 2006            | Alemania       | Fase de grupos   | 31/32 | 1        | 0        |       |
| Copa de Oro de la Concacaf 2007 | Estados Unidos | Cuartos de final | 7/12  | 4        | 0        |       |
| Copa América Centenario         | Estados Unidos | Fase de grupos   | 10/16 | 3        | 0        |       |
| Copa Centroamericana 2017       | Panamá         | Cuarto lugar     | 4/6   | 4        | 0        |       |
| Copa de Oro de la Concacaf 2017 | Estados Unidos | Semifinales      | 4/12  | 2        | 0        |       |
| Copa Mundial de 2018            | Rusia          | Fase de grupos   | 28/32 | 1        | 0        |       |

#### Participaciones en eliminatorias
| Eliminatoria               | Sede      | Resultado   | Posición | Partidos | Goles |
| -------------------------- | --------- | ----------- | -------- | -------- | ----- |
| Clasificación Mundial 2006 | Alemania  | Clasificado | 3.ª      | 1        | 0     |
| Clasificación Mundial 2010 | Sudáfrica | Eliminado   | 4.ª      | 5        | 1     |
| Clasificación Mundial 2014 | Brasil    | Clasificado | 2.ª      | 1        | 0     |
| Clasificación Mundial 2018 | Rusia     | Clasificado | 2.ª      | 11       | 1     |

## Estadísticas como jugador

### Clubes
- Actualizado a fin de su carrera deportiva

| Deportivo Saprissa · Costa Rica |               |               |     |     |    |    |    |     |     |     |
| 1.ª | 2001-02       | 5             | 0   | —   | —  | 1  | 0  | 6   | 0   |     |
| 1.ª | 2002-03       | 6             | 0   | —   | —  | —  | —  | 6   | 0   |     |
| 1.ª | 2003-04       | 5             | 2   | —   | —  | 2  | 1  | 7   | 3   |     |
| 1.ª | 2004-05       | 7             | 0   | —   | —  | 0  | 0  | 7   | 0   |     |
| 1.ª | 2005-06       | 33            | 6   | —   | —  | 9  | 2  | 42  | 8   |     |
| Total club | Total club    | 56            | 8   | —   | —  | 12 | 3  | 68  | 11  |     |
| Fusión Tibás · Costa Rica |               |               |     |     |    |    |    |     |     |     |
| 2.ª | 2004-05       | ?             | 16  | —   | —  | —  | —  | ?   | 16  |     |
| Total club | Total club    | ?             | 16  | —   | —  | —  | —  | ?   | 16  |     |
| K. A. A. Gent Bélgica |               |               |     |     |    |    |    |     |     |     |
| 1.ª | 2006-07       | 14            | 2   | 3   | 0  | 2  | 0  | 19  | 2   |     |
| 1.ª | 2007-08       | 17            | 5   | 6   | 1  | 1  | 0  | 24  | 6   |     |
| 1.ª | 2008-09       | 29            | 3   | 3   | 1  | 2  | 1  | 34  | 5   |     |
| 1.ª | 2009-10       | 23            | 7   | 6   | 0  | 3  | 0  | 32  | 7   |     |
| 1.ª | 2010-11       | 16            | 2   | 1   | 0  | 7  | 1  | 24  | 3   |     |
| Total club | Total club    | 99            | 19  | 19  | 2  | 15 | 2  | 133 | 23  |     |
| Gençlerbirliği S. K. Turquía |               |               |     |     |    |    |    |     |     |     |
| 1.ª | 2010-11       | 14            | 0   | 4   | 0  | —  | —  | 18  | 0   |     |
| 1.ª | 2011-12       | 28            | 4   | 0   | 0  | —  | —  | 28  | 4   |     |
| 1.ª | 2012-13       | 28            | 3   | 1   | 0  | —  | —  | 29  | 3   |     |
| Total club | Total club    | 70            | 7   | 5   | 0  | —  | —  | 75  | 7   |     |
| Kayseri Erciyesspor Turquía |               |               |     |     |    |    |    |     |     |     |
| 1.ª | 2013-14       | 17            | 1   | 2   | 0  | —  | —  | 19  | 1   |     |
| Total club | Total club    | 17            | 1   | 2   | 0  | —  | —  | 19  | 1   |     |
| C. S. Uruguay de Coronado · Costa Rica |               |               |     |     |    |    |    |     |     |     |
| 1.ª | 2014-15       | 10            | 1   | —   | —  | —  | —  | 10  | 1   |     |
| Total club | Total club    | 10            | 1   | —   | —  | —  | —  | 10  | 1   |     |
| C. S. Herediano Costa Rica |               |               |     |     |    |    |    |     |     |     |
| 1.ª | 2014-15       | 12            | 1   | —   | —  | 2  | 0  | 14  | 1   |     |
| 1.ª | 2015-16       | 41            | 9   | 7   | 1  | 4  | 1  | 52  | 11  |     |
| 1.ª | 2016-17       | 41            | 15  | —   | —  | 4  | 0  | 45  | 15  |     |
| 1.ª | 2017-18       | 45            | 13  | —   | —  | 2  | 0  | 47  | 13  |     |
| 1.ª | 2018-19       | 34            | 5   | —   | —  | 8  | 1  | 42  | 6   |     |
| 1.ª | 2019-20       | 43            | 3   | —   | —  | 0  | 0  | 43  | 3   |     |
| 1.ª | 2020-21       | 13            | 0   | 0   | 0  | 1  | 0  | 14  | 0   |     |
| Total club | Total club    | 229           | 46  | 7   | 1  | 21 | 2  | 257 | 49  |     |
| Sporting F. C. · Costa Rica |               |               |     |     |    |    |    |     |     |     |
| 1.ª | 2021-22       | 31            | 10  | —   | —  | —  | —  | 31  | 10  |     |
| 1.ª | 2022-23       | 31            | 7   | 4   | 0  | —  | —  | 35  | 7   |     |
| Total club | Total club    | 62            | 17  | 4   | 0  | —  | —  | 66  | 17  |     |
| Total carrera | Total carrera | Total carrera | 543 | 115 | 37 | 3  | 48 | 7   | 628 | 125 |
| (1) Incluye datos de la Copa de Bélgica (2006-10) / Supercopa de Bélgica (2010) / Copa de Turquía (2011-13) / Torneo de Copa de Costa Rica (2015) / Supercopa de Costa Rica (2020). (2) Incluye datos de la Copa Interclubes UNCAF (2003-05) / Copa de Campeones de la Concacaf (2002-06) / Mundial de Clubes (2005) / Copa Intertoto (2006-07) / Copa de la UEFA (2008) / Liga Europa (2009-10) / Liga de Campeones de la UEFA (2010) / Liga de Campeones de la Concacaf (2015-19) / Liga Concacaf (2018-20). (3) No incluye goles en partidos amistosos. |               |               |     |     |    |    |    |     |     |     |

### Selección de Costa Rica
- Actualizado a fin de su carrera deportiva

| Selección                  | Año   | Eliminatorias | Eliminatorias | Eliminatorias | Continental | Continental | Continental | Mundial | Mundial | Mundial | Amistosos | Amistosos | Amistosos | Total | Total | Total  |
| Selección                  | Año   | Part.         | Goles         | Asist.        | Part.       | Goles       | Asist.      | Part.   | Goles   | Asist.  | Part.     | Goles     | Asist.    | Part. | Goles | Asist. |
| -------------------------- | ----- | ------------- | ------------- | ------------- | ----------- | ----------- | ----------- | ------- | ------- | ------- | --------- | --------- | --------- | ----- | ----- | ------ |
| Absoluta · Costa Rica      |       |               |               |               |             |             |             |         |         |         |           |           |           |       |       |        |
| 2005                       | 1     | 0             | 0             | —             | —           | —           | —           | —       | —       | 1       | 0         | 0         | 2         | 0     | 0     |        |
| 2006                       | —     | —             | —             | —             | —           | —           | 1           | 0       | 0       | 6       | 0         | 0         | 7         | 0     | 0     |        |
| 2007                       | —     | —             | —             | 4             | 0           | 0           | —           | —       | —       | 4       | 0         | 0         | 8         | 0     | 0     |        |
| 2008                       | 2     | 1             | 0             | —             | —           | —           | —           | —       | —       | 2       | 0         | 0         | 4         | 1     | 0     |        |
| 2009                       | 3     | 0             | 0             | —             | —           | —           | —           | —       | —       | —       | —         | —         | 3         | 0     | 0     |        |
| 2010                       | —     | —             | —             | —             | —           | —           | —           | —       | —       | 3       | 0         | 0         | 3         | 0     | 0     |        |
| 2011                       | —     | —             | —             | —             | —           | —           | —           | —       | —       | 6       | 0         | 0         | 6         | 0     | 0     |        |
| 2012                       | 1     | 0             | 0             | —             | —           | —           | —           | —       | —       | 2       | 0         | 1         | 3         | 0     | 1     |        |
| 2015                       | 2     | 0             | 0             | —             | —           | —           | —           | —       | —       | —       | —         | —         | 2         | 0     | 0     |        |
| 2016                       | 5     | 1             | 0             | 3             | 0           | 0           | —           | —       | —       | 2       | 1         | 0         | 10        | 2     | 0     |        |
| 2017                       | 4     | 0             | 0             | 6             | 0           | 0           | —           | —       | —       | —       | —         | —         | 10        | 0     | 0     |        |
| 2018                       | —     | —             | —             | —             | —           | —           | 1           | 0       | 0       | 1       | 0         | 0         | 2         | 0     | 0     |        |
| Total                      | Total | 18            | 2             | 0             | 13          | 0           | 0           | 2       | 0       | 0       | 27        | 1         | 0         | 60    | 3     | 1      |
| 1. 2. Fuente:Transfermarkt |       |               |               |               |             |             |             |         |         |         |           |           |           |       |       |        |

#### Goles internacionales
| Núm. | Fecha                   | Lugar                                          | Rival   | Gol | Resultado | Competición                  |
| ---- | ----------------------- | ---------------------------------------------- | ------- | --- | --------- | ---------------------------- |
| 1    | 21 de junio de 2008     | Estadio Ricardo Saprissa, San José, Costa Rica | Granada | 3-0 | 3-0       | Eliminatoria al Mundial 2010 |
| 2    | 2 de septiembre de 2016 | Estadio Sylvio Cator, Puerto Príncipe, Haití   | Haití   | 0-1 | 0-1       | Eliminatoria al Mundial 2018 |
| 3    | 9 de octubre de 2016    | Krasnodar Stadium, Krasnodar, Rusia            | Rusia   | 0-1 | 3-4       | Amistoso                     |

## Estadísticas como entrenador

### Clubes como entrenador
Actualizado al último partido dirigido el 13 de abril de 2025.
| Equipo              | País       | Año   | PJ | PG | PE | PP | GF | GC | DF | Rendimiento |
| ------------------- | ---------- | ----- | -- | -- | -- | -- | -- | -- | -- | ----------- |
| Sporting F. C.      | Costa Rica | 2024  | 2  | 1  | 0  | 1  | 7  | 4  | 3  | 50%         |
| Uruguay de Coronado | Costa Rica | 2025  | 15 | 6  | 1  | 8  | 29 | 23 | 6  | 42.22%      |
| Total               | Total      | Total | 17 | 7  | 1  | 9  | 36 | 27 | 9  | 43.14%      |

### Clubes como segundo entrenador
| Club           | País       | Año       |
| -------------- | ---------- | --------- |
| Sporting F. C. | Costa Rica | 2023-2024 |

## Palmarés

### Como jugador

#### Títulos nacionales
| Título                         | Club               | País       | Año  |
| ------------------------------ | ------------------ | ---------- | ---- |
| Primera División de Costa Rica | Deportivo Saprissa | Costa Rica | 2004 |
| Primera División de Costa Rica | Deportivo Saprissa | Costa Rica | 2006 |
| Copa de Bélgica                | K. A. A. Gent      | Bélgica    | 2010 |
| Primera División de Costa Rica | C. S. Herediano    | Costa Rica | 2015 |
| Primera División de Costa Rica | C. S. Herediano    | Costa Rica | 2016 |
| Primera División de Costa Rica | C. S. Herediano    | Costa Rica | 2017 |
| Primera División de Costa Rica | C. S. Herediano    | Costa Rica | 2018 |
| Primera División de Costa Rica | C. S. Herediano    | Costa Rica | 2019 |
| Supercopa de Costa Rica        | C. S. Herediano    | Costa Rica | 2020 |

#### Títulos internacionales
| Título                           | Club               | Sede             | Año  |
| -------------------------------- | ------------------ | ---------------- | ---- |
| Copa Interclubes de la Uncaf     | Deportivo Saprissa | Los Ángeles      | 2003 |
| Copa de Campeones de la Concacaf | Deportivo Saprissa | Ciudad de México | 2005 |
| Liga Concacaf                    | C. S. Herediano    | Tegucigalpa      | 2018 |

### Distinciones individuales
| Distinción                                  | Año  |
| ------------------------------------------- | ---- |
| Mejor jugador del Campeonato de Verano 2016 | 2016 |
| Mejor jugador del Campeonato de Verano 2017 | 2017 |
| Mejor jugador del Torneo de Apertura 2019   | 2020 |